# 2017-es spanyol labdarúgókupa-döntő
A Copa del Rey 2016–17-es idénye volt a spanyol labdarúgókupa 115. kiírása. A kupadöntőjét 2017. május 27-én rendezték a Vicente Calderón Stadionban. A mérkőzés győztese jogot szerez a 2017–2018-as Európa-liga sorozatban való indulásra, illetve megmérkőzik a Real Madriddal a 2017-es spanyol szuperkupáért.

## Háttér
Az FC Barcelona korábban már 39 kupadöntőben játszott, és rekordot jelentő 28 alkalommal hódította el a Spanyol Királykupát, megelőzve ezzel győzelmek számában a nagy rivális Real Madridot. A katalán csapat egyben a kupa címvédőjeként lépett pályára a mérkőzésen, miután az előző évi döntőben 2-0 arányban legyőzte a Sevilla FC csapatát hosszabbítás után, szintén a Vicente Calderón Stadionban. Ez a Barcelona egymást követő negyedik kupadöntője, és egymást követő harmadik győzelmükért mérkőznek meg a Deportivo Alavésszel. Korábban történetük során már képesek voltak a triplázásra, csakúgy mint az Athletic Club. A rekordot ebben a tekintetben a Bilbao és a Real Madrid tartja négy egymást követő kupasikerrel.
A Deportivo Alavés első nagy kupadöntőjét vívja a 2001-es UEFA-kupa-döntő óta, ahol 5-4-es vereséget szenvedtek a Liverpooltól.
Sergi Roberto és Luis Suárez eltiltása miatt nem léphet pályára a döntőben, miután mindkettőjüket kiállították az Atlético Madrid elleni elődöntő második mérkőzésén.

## Út a döntőig
| Barcelona          | Barcelona            | Barcelona                 | Forduló                    | Alavés              | Alavés                           | Alavés                    |
| ------------------ | -------------------- | ------------------------- | -------------------------- | ------------------- | -------------------------------- | ------------------------- |
| Ellenfél           | Összesített eredmény | Mérkőzések                |                            | Ellenfél            | Összesített eredmény             | Mérkőzések                |
| Hércules           | 8–1                  | 1–1 idegenben; 7–0 otthon | A legjobb 16 közé jutásért | Gimnàstic           | 6–0                              | 3–0 idegenben; 3–0 otthon |
| Athletic Bilbao    | 4–3                  | 1–2 idegenben; 3–1 otthon | Nyolcaddöntő               | Deportivo La Coruña | 3–3 (idegenben lőtt több góllal) | 2–2 idegenben; 1–1 otthon |
| Real Sociedad      | 6–2                  | 1–0 idegenben; 5–2 otthon | Negyeddöntő                | Alcorcón            | 2–0                              | 2–0 idegenben; 0–0 otthon |
| Atlético de Madrid | 3–2                  | 2–1 idegenben; 1–1 otthon | Elődöntő                   | Celta Vigo          | 1–0                              | 0–0 idegenben; 1–0 otthon |

## A mérkőzés
Az esélyesebb katalán csapat a mérkőzés elejétől támadólag lépett fel, és Messi góljával megszerezte a vezetést az első fél óra elteltével. Nem sokkal később egyenlített az Alavés, Theo Hernández szabadrúgásból volt eredményes. A félidő vége előtt két gólt is szerzett a Barcelona, előbb Neymar, majd Paco Alcácer talált be, így kétgólos előnnyel mehetett az öltözőbe a címvédő. A második játékrész eseménytelenül telt, az eredmény már nem változott, a Barcelona sorozatban harmadszor nyerte meg a Spanyol Kupát.

### Összefoglaló
| 2017. május 27. 21:30 CEST |

| Barcelona                          | 3–1               | Deportivo Alavés |
| ---------------------------------- | ----------------- | ---------------- |
| Messi 30' Neymar 45' Alcácer 45+3' | (3–1) Jegyzőkönyv | Theo 33'         |

| Vicente Calderón Stadion, Madrid Nézőszám: 45.000 Játékvezető: Carlos Clos Gómez (spanyol) |

| Barcelona | Alaves |

| GK           | 13 | Jasper Cillessen       |     |     |
| RB           | 14 | Javier Mascherano      |     | 11' |
| CB           | 3  | Gerard Piqué           |     |     |
| CB           | 23 | Samuel Umtiti          | 42' |     |
| LB           | 18 | Jordi Alba             |     |     |
| CM           | 4  | Ivan Rakitić 83'       |     |     |
| CM           | 5  | Sergio Busquets        |     |     |
| CM           | 8  | Andrés Iniesta (c) 76' |     |     |
| RF           | 10 | Lionel Messi           | 76' |     |
| CF           | 17 | Paco Alcácer           |     |     |
| LF           | 11 | Neymar                 |     |     |
| Cserék:      |    |                        |     |     |
| GK           | 1  | Marc-André ter Stegen  |     |     |
| DF           | 19 | Lucas Digne            |     |     |
| DF           | 22 | Aleix Vidal            |     | 83' |
| DF           | 33 | Marlon Santos          |     |     |
| MF           | 6  | Denis Suárez           |     |     |
| MF           | 7  | Arda Turan             |     |     |
| MF           | 21 | André Gomes            |     | 11' |
| Vezetőedző:  |    |                        |     |     |
| Luis Enrique |    |                        |     |     |

| GK                  | 1  | Fernando Pacheco |     |     |
| RWB                 | 21 | Kiko Femenía     |     |     |
| CB                  | 22 | Carlos Vigaray   |     |     |
| CB                  | 2  | Rodrigo Ely      | 49' |     |
| CB                  | 24 | Zouhair Feddal   |     |     |
| LWB                 | 15 | Theo Hernández   |     | 79' |
| RM                  | 17 | Édgar Méndez     | 16' | 59' |
| CM                  | 6  | Marcos Llorente  |     |     |
| CM                  | 19 | Manu García 39'  |     |     |
| LM                  | 11 | Ibai Gómez       |     | 60' |
| CF                  | 20 | Deyverson        | 88' |     |
| Cserék:             |    |                  |     |     |
| GK                  | 13 | Adrián Ortolá    |     |     |
| DF                  | 4  | Alexis           |     |     |
| MF                  | 8  | Víctor Camarasa  |     | 59' |
| MF                  | 10 | Óscar Romero     |     | 79' |
| MF                  | 16 | Daniel Torres    |     |     |
| MF                  | 18 | Gaizka Toquero   |     |     |
| FW                  | 7  | Rubén Sobrino    | 60' | 76' |
| Vezetőedző:         |    |                  |     |     |
| Mauricio Pellegrino |    |                  |     |     |

| Szabályok - 90 perc a játékidő. - 30 perces hosszabbítás következik, amennyiben döntetlen az állás. - Tizenegyesek következnek, ha ekkor sincs döntés. - Hét csere nevezhető, ebből három cserélhető be. |